# Scorzonera manshurica
Scorzonera manshurica là một loài thực vật có hoa trong họ Cúc. Loài này được Nakai miêu tả khoa học đầu tiên.